# Plantago coronopus
La hierba estrella,  Plantago coronopus L. 1753, es una especie de planta herbácea cosmopolita que crece en terrenos incultos, a menudo cercanos al mar.

## Características
Es una planta herbácea, desde anual hasta perenne, con la raíz simple, estrecha y larga y con raicillas.  Las hojas, en roseta basal, miden de 2-20 cm de longitud. Van de subenteras a bipinnatipartidas, tienen 1-3 nervios y, generalmente, unos pares de dientes. Las flores están organizadas en espigas largas y compactas más cortas que el pedúnculo, que es liso y pubescente. Las flores son tetrámeras con solo los 2 sépalos posteriores alados y 4 pétalos soldados en tubo por sus bases. El fruto es un pequeño pixidio con media docena de semillas de color pardo. Especie muy variable que florece en mayo-julio.

## Hábitat y distribución
Nativa desde Europa septentrional hasta Pakistán, incluida África del Norte. Introducida en Australasia y Norteamérica.

Vive en terrenos incultos, incluso algo salinos. 

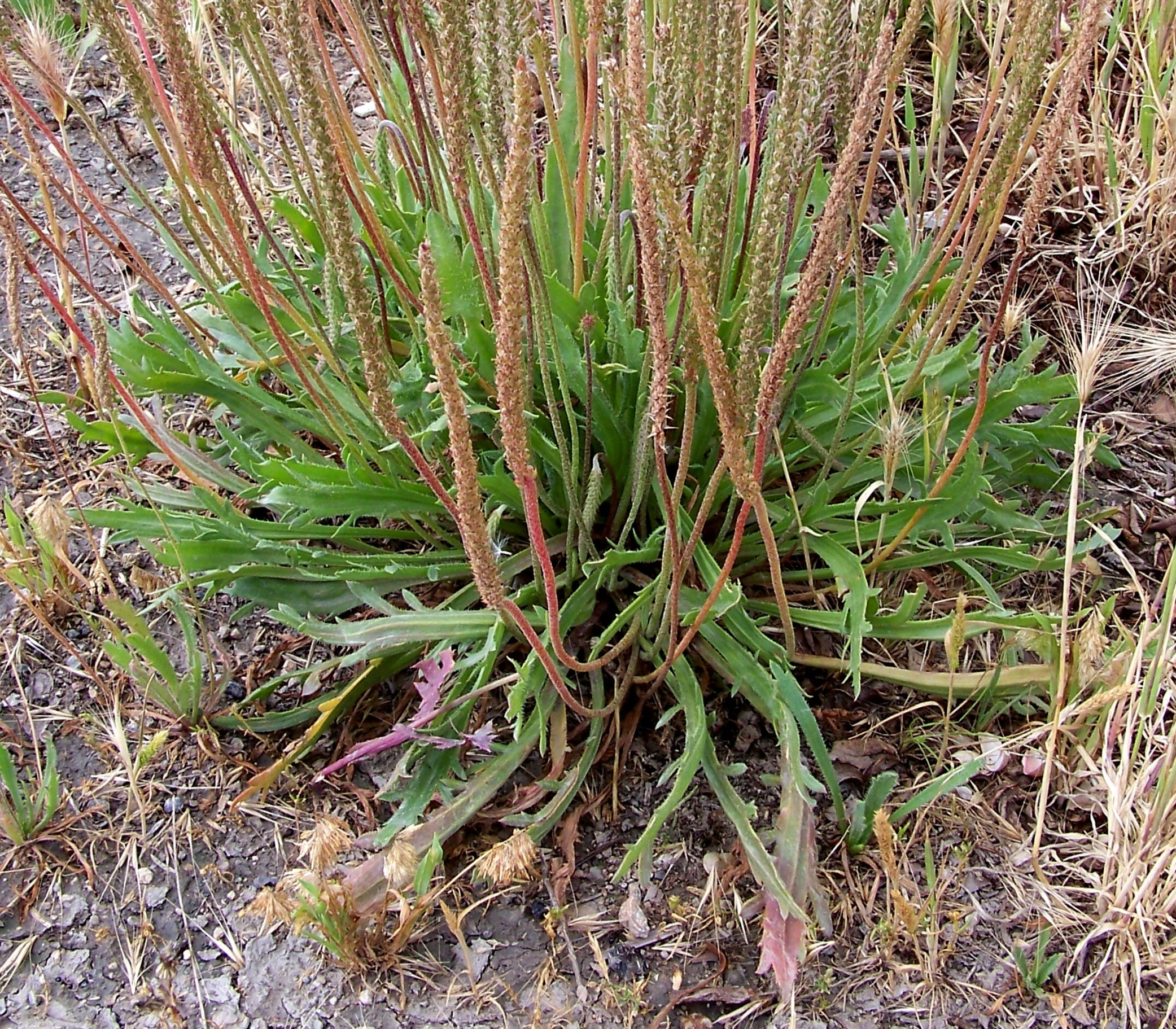
Roseta basal y escapos con espigas

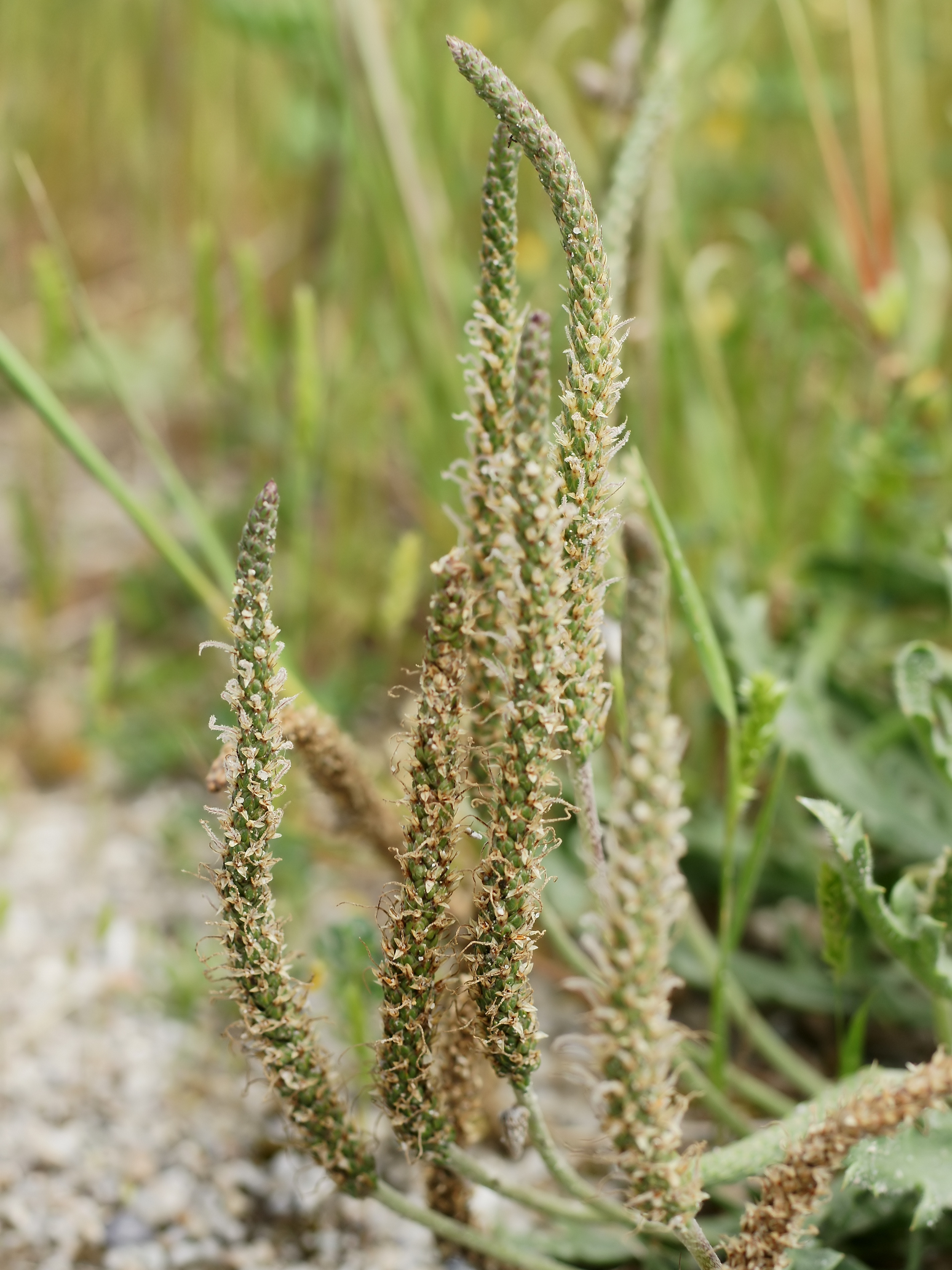
Inflorescencias (espigas), detalle

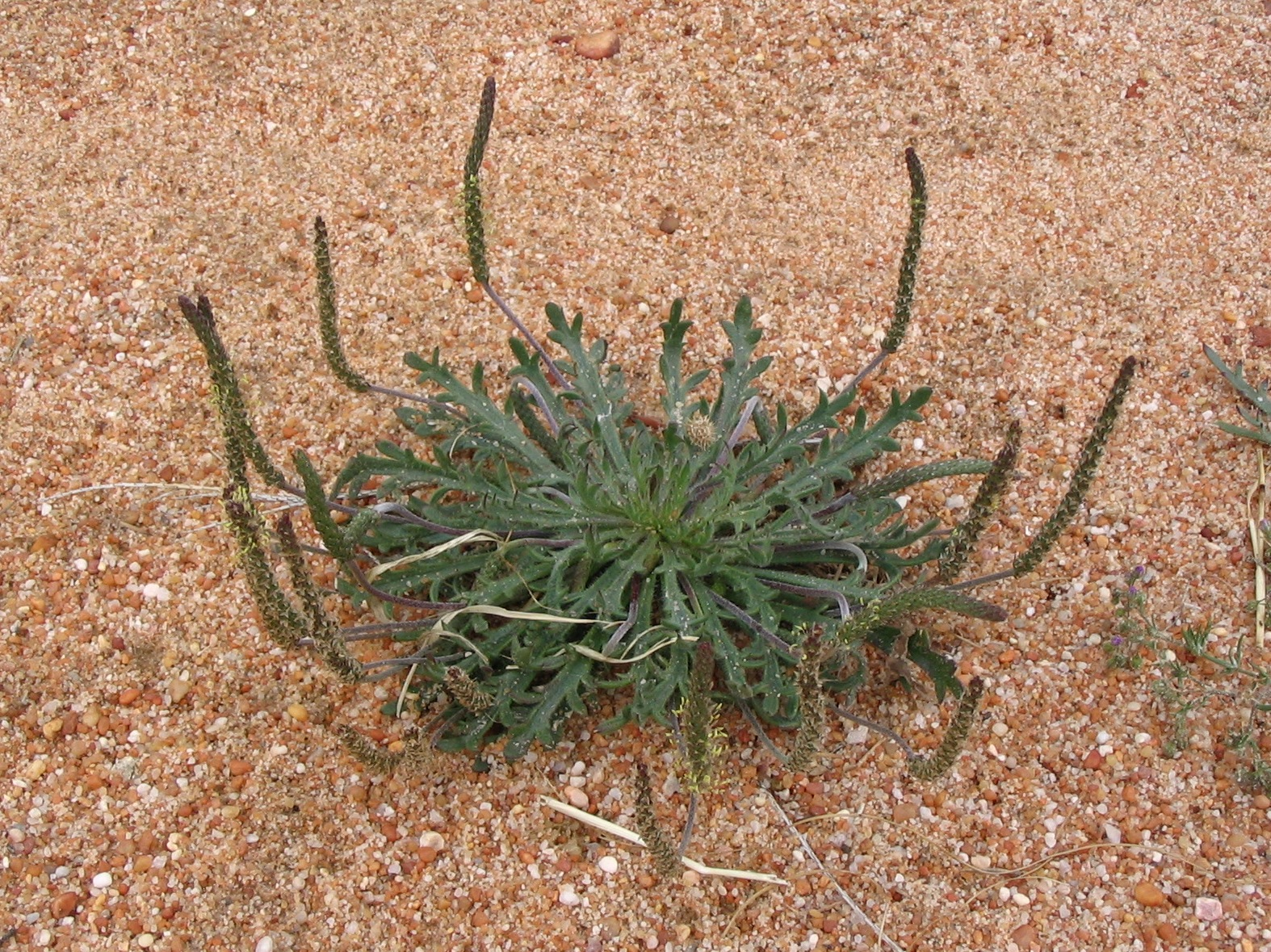
Vista de la planta en su hábitat

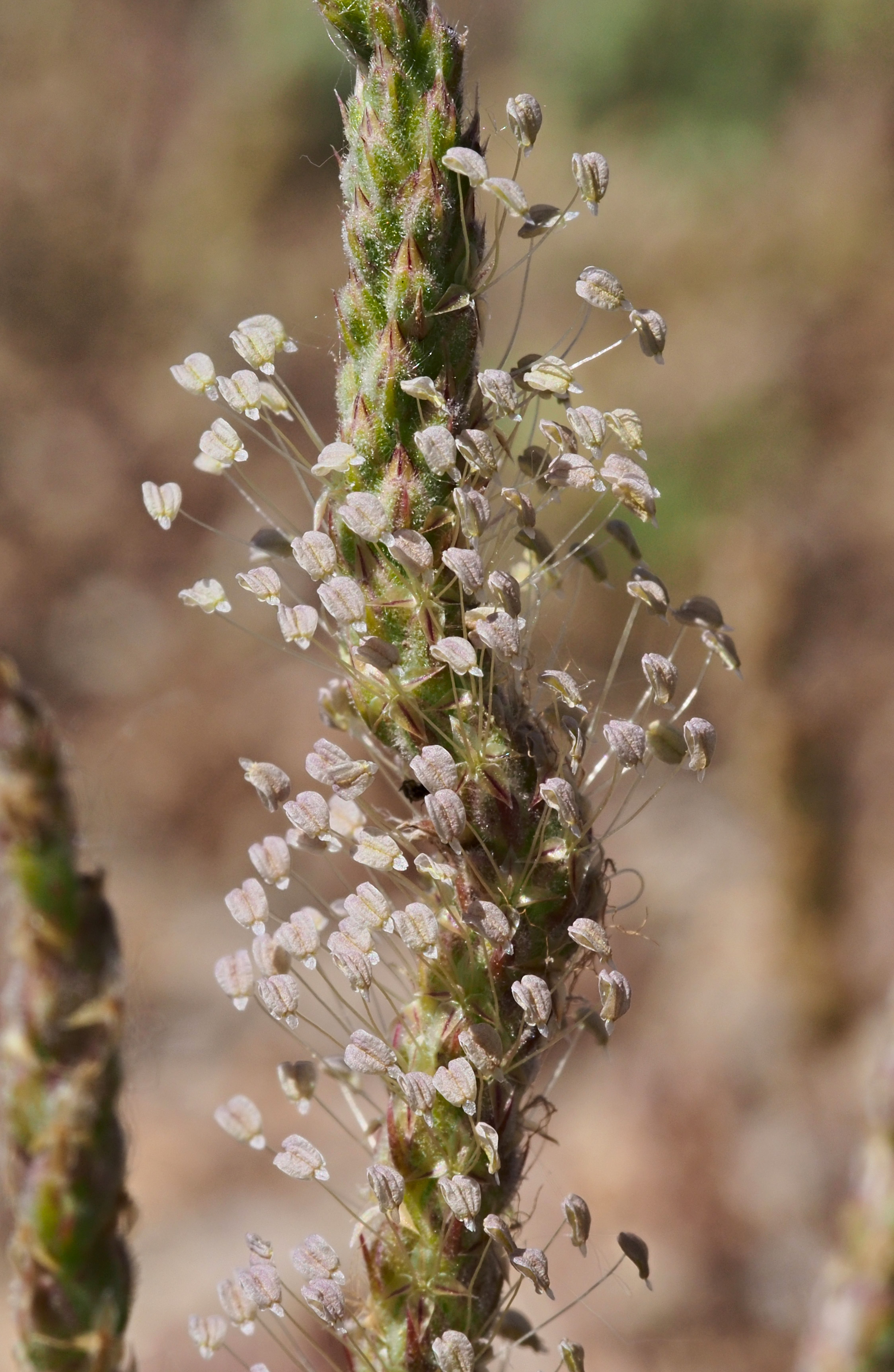
Estambres patentes, propios de una planta anemófila

## Propiedades
- Se utiliza la planta en decocción, jarabe o extracto fluido para tratar los catarros, las bronquitis y el asma.
- En gargarismo alivia las anginas.
- En colirio está indicado para conjuntivitis y la inflamación de los párpados.
- Se considera notablemente diurética.[2]
- El aceite resultante de freír la planta en aceite de oliva tiene propiedades beneficiosas contra las hemorroides.[cita requerida]

## Taxonomía
Plantago media fue descrita por (Carlos Linneo y publicado en Species Plantarum 1: 113. 1753.
Etimología
Plantago: nombre genérico que deriva de  plantago = muy principalmente, nombre de varias especies del género Plantago L. (Plantaginaceae) –relacionado con la palabra latina planta, -ae f. = "planta del pie"; por la forma de las hojas, según dicen–. Así, Ambrosini (1666) nos cuenta: “Es llamada Plantago por los autores latinos, vocablo que toman de la planta del pie (a causa de la anchura de sus hojas, las que recuerdan la planta del pie; y asimismo porque las hojas tienen líneas como hechas con arado, semejantes a las que vemos en la planta del pie)”
coronopus: epíteto latíno que fue aplicado a la planta por Plinio el Viejo en Naturalis Historia (XXI, 99), con el significado de «pie de cuervo» (del griego korone, «cuervo» y pous, «pie», aludiendo a la forma digitada de las hojas) que es también uno de los nombres vernáculos en castellano, y otros idiomas.
Citología
Números cromosomáticos de Plantago coronopus  (Fam. Plantaginaceae) y táxones infraespecificos: 2n=11  
2n=10, 20
Sinonimia
- Plantago coronopus subsp. coronopus L., Sp. Pl., I: 115-12 (1753)
- Plantago ceratophylla Hoffmanns. & Link Fl. Portug. 1: 431, pl. 74 (1813-1820)
- Plantago columnae Gouan, Ill. Observ. Bot. 6 (1773)
- Plantago commutata Guss., Fl. Sicul. Prodr. Suppl. 46 (1832)
- Plantago laciniata Willk. in Bot. Zeitung (Berlin) 6: 413 (1848)
- Plantago macrorhiza subsp. occidentalis Pilg. in Repert. Spec. Nov. Regni Veg. 28: 310 (1930)
- Plantago macrorhiza subsp. purpurascens Willk. ex Nyman, Consp. Fl. Eur. 617 (1881)
- Plantago majoricensis Willk., Ill. Fl. Hispan. 1: 4, tab. 4a (1881)
- Plantago maxonnoi Sennen, Diagn. Nouv. 114 (1936)
- Plantago purpurascens Willk. in Oesterr. Bot. Z. 25: 110 (1875), nom. illeg., non Rapin
- Plantago serraria var. laciniata (Willk.) Pau in Mem. Mus. Ci. Nat. Barcelona, Ser. Bot. 1(1): 67 (1922)
- Plantago tenuis Hoffmanns. & Link, Fl. Portug. 1: 426 (1813-1820)
- Plantago weldenii subsp. purpurascens (Willk. ex Nyman) Greuter & Burdet in Willdenowia 12: 199 (1982)
- Plantago weldenii Rchb., Fl. Germ. Excurs. 396 (1831-1832)

Así que innumerables subespecies, variedades, subvariedades y formas de la especie típica y que carecen de valor taxonómico.

## Nombres comunes
Castellano: archicorilla, barballa, berballa, carrapito, cervina, chupos de burro, comedera, corniciervo, coronopo, coronopo estrellada, corónopo, cuerno de ciervo, estrella, estrella de empedrados, estrella de mar, estrella mar, estrella-mar, estrellada, estrellamar, estrellamar de empedrados, hierba almorranera, hierba amiga, hierba cervina, hierba de la estrella, hierba de las almorranas, hierba del costado, hierba estrella, la de las almorranas, llantén, marias, pelusa, pie cervino, pie de ciervo, pie de codorniz, pie de cuervo, planta de las almorranas, plantago, rabo de mur, rampete, rampetes, rampeti, raíz de las almorranas, sagadilla, salgadilla, seguidilla bolera, tallo de culebra, yerba cervina, yerba de la estrella, yerba del costado, yerba-estrella, yerva estrella; estrelletas (Alto Aragón).